# Pokémon: Diamond and Pearl (anime)
Pokémon: Diamond and Pearl is het tiende seizoen van de animatieserie Pokémon. Dit seizoen wordt opgevolgd door Pokémon: Diamond and Pearl - Battle Dimension, en voorafgegaan door Pokémon: Battle Frontier. De Amerikaanse productie lag in handen van Pokémon USA, Inc.

## Uitzending
Dit seizoen werd oorspronkelijk uitgezonden in doordeweekse uitzending in het jaar 2008 op kinderzender Jetix, gevolgd door enkele herhalingen op dezelfde zender. Is in 2011 ook nog herhaald door Disney XD, het 24/7 digitale kanaal.
Op woensdag 13 en donderdag 14 juli 2022 werd het gehele seizoen uitgezonden op Disney XD in de vorm van een zomermarathon.
Vanaf 7 November 2022 wordt het gehele seizoen uitgezonden in Nederland en Belgie door  Disney Channel.

## Verhaallijn
Vervolgend naar de Sinnoh-regio, May en Max achter zich latend, ontmoeten Ash en Brock een meisje genaamd Dawn. Ook krijgt Ash er een nieuwe rivaal bij tijdens zijn reizen, namelijk Paul. 

## Rolverdeling
| Hoofdrollen                           | Hoofdrollen | Hoofdrollen        | Hoofdrollen        |
| Personage                             | Nederlandse versie | Amerikaanse versie | Japanse versie     |
| ------------------------------------- | --- | ------------------ | ------------------ |
| Verteller                             | Jeroen Keers | Rodger Parsons     | Unshō Ishizuka     |
|                                       | |                    |                    |
| Ash Ketchum                           | Christa Lips | Sarah Natochenny   | Rica Matsumoto     |
| Brock                                 | Fred Meijer | Bill Rogers        | Yuji Ueda          |
| Dawn                                  | Meghna Kumar | Emily Jenness      | Megumi Toyoguchi   |
|                                       | |                    |                    |
| Pikachu                               | Ikue Ōtani | Ikue Ōtani         | Ikue Ōtani         |
| Jessie                                | Hilde de Mildt | Michelle Knotz     | Megumi Hayashibara |
| James                                 | Paul Disbergen | Jimmy Zoppi        | Miki Shinichirou   |
| Meowth                                | Bas Keijzer | Jimmy Zoppi        | Inuko Inuyama      |
|                                       | |                    |                    |
| Zuster Joy                            | Mandy Huydts | Michelle Knotz     | Ayako Shiraishi    |
| Agent Jenny                           | Edna Kalb | Emily Williams     | Chinami Nishimura  |
| Gary Oak                              | Robin Rienstra | Jimmy Zoppi        | Yuko Kobayashi     |
| Delia Ketchum                         | Beatrijs Sluijter | Michelle Knotz     | Masami Toyoshima   |
| Professor Oak                         | Tony Neef | Jimmy Zoppi        | Unshô Ishizuka     |
| Dextette (PokéDex) -> vrouwelijke dex | Tony Neef | Michelle Knotz     | Tomoko Kawakami    |
| Tracey                                | ??? | Craig Blair        | Tomokazu Seki      |
| Paul                                  | Jeroen van Wijngaarden |                    |                    |
| overige                               | John Vooijs, Stephan Holwerda, Timo Bakker, Robin Rienstra, Leo Richardson, Marieke de Kruijf, Job Redelaar, Patrick van Balen en anderen |                    |                    |

Conway - Stephan Holwerda

## Muziek

### Leader
De Nederlandstalige leader Jij Maakt Het Verschil (Doe Maar Wat Je Wil) is ingezongen door Herman van Doorn en gebaseerd op het Amerikaanse origineel Diamond and Pearl. Het liedje werd gecomponeerd door John Loeffler en David Wolfert. Het liedje duurt dertig seconden in totaal. De zang in deze leader heeft een andere stijl en komt wat minder 'vol' over, maar de hoofdzanger is dezelfde als bij de vorige leaders. Het Amerikaanse origineel betrof een rap door Chris "Breeze" Barcynski.

### Cd
De leader Jij Maakt Het Verschil is tot op heden niet uitgebracht op cd.

## Uitgave

### Dvd
Het tiende seizoen is tot op heden niet op dvd verschenen.

### Amazon Prime
Tot 29 september 2022 waren de Nederlandstalige dubs van alle seizoenen uit de Diamond en Pearl-generatie (seizoenen 10-13) beschikbaar op Amazon Prime (Nederland).
Elk seizoen was verdeeld was verdeeld in vier delen.

## Afleveringen
| Seizoen 10 Pokémon: Diamond & Pearl | Seizoen 10 Pokémon: Diamond & Pearl             | Seizoen 10 Pokémon: Diamond & Pearl | Seizoen 10 Pokémon: Diamond & Pearl |
| Nr.                                 | Afleveringtitel                                 | Nr.                                 | Afleveringtitel                     |
| ----------------------------------- | ----------------------------------------------- | ----------------------------------- | ----------------------------------- |
| 01                                  | Voor het eerst op reis                          | 27                                  | Een niet zo oude schuld vereffenen  |
| 02                                  | Twee soorten van scheiding                      | 28                                  | Drifloon op de wind                 |
| 03                                  | Botsende Pokémonwerelden                        | 29                                  | De kampioenstweeling                |
| 04                                  | Een nieuw tijdperk voor Dawn                    | 30                                  | Een zoete betovering                |
| 05                                  | Een driftige aanwinst                           | 31                                  | Het grastype is altijd groener      |
| 06                                  | Elk kereltje zingt zoals hij gebekt is          | 32                                  | Een boze Combee-natie               |
| 07                                  | Even doorbijten, Piplup                         | 33                                  | Verkleedt voor de gelegenheid       |
| 08                                  | Gymleugenaars                                   | 34                                  | Buizel je hier maar eens uit        |
| 09                                  | Geef de wereld op zijn Buneary                  | 35                                  | Genieten met de Elite               |
| 10                                  | Pokétch-perikelen                               | 36                                  | Bol van mysteries                   |
| 11                                  | Vliegende start van een coördinator             | 37                                  | De Gras-menagerie                   |
| 12                                  | Een reusachtige rivaal                          | 38                                  | Happiny is geen zacht eitje         |
| 13                                  | Er is een Staravia geboren                      | 39                                  | Zie ginds komt de stoomboot         |
| 14                                  | Laat Brock maar schuiven                        | 40                                  | Supertraining                       |
| 15                                  | Voorproefjes van dingen die gaan komen          | 41                                  | Met één been op de grond            |
| 16                                  | Norse bomen vangen veel wind                    | 42                                  | Een Electrike onder hoogspanning    |
| 17                                  | Wild in de straten                              | 43                                  | Alice in Nachtmerrieland            |
| 18                                  | Pas op voor Rampardos                           | 44                                  | Massa Hi-Po-Se!                     |
| 19                                  | Trek aan, stoot af                              | 45                                  | Opgejaagd                           |
| 20                                  | Muiterij in Pokémonland                         | 46                                  | Wie laby-rent het best?             |
| 21                                  | Het is tijd voor een evolutie!                  | 47                                  | Sandshrew, een schoolvoorbeeld      |
| 22                                  | Eens geleend, blijft geleend                    | 48                                  | De snelle wedstrijd van Dawn        |
| 23                                  | Oog in oog met Steelix                          | 49                                  | Ieder voor zich                     |
| 24                                  | Zo bak je zoete verhaaltjes                     | 50                                  | Vlammende strijd                    |
| 25                                  | Zeg, ken jij het Poffinplan?                    | 51                                  | Dat is pas teamspirit!              |
| 26                                  | De bibbers voor de wedstrijd                    | F10                                 | De opkomst van Darkrai              |
| S1                                  | Mystery Dungeon: Explorers of Time and Darkness |                                     |                                     |

- s = speciale aflevering, f = film

## Trivia
- Dit is het laatste seizoen in nasynchronisatie voor de Fred Butter Soundstudio. Sun Studio neemt het stokje over.